# First Rays of the New Rising Sun
| Recensione                    | Giudizio |
| ----------------------------- | -------- |
| AllMusic                      | [ 1 ]    |
| Blender                       | [ 2 ]    |
| Down Beat                     | [ 3 ]    |
| Encyclopedia of Popular Music | [ 4 ]    |
| Los Angeles Times             | [ 5 ]    |
| PopMatters                    | 9/10     |
| The Rolling Stone Album Guide | [ 7 ]    |
| Tom Hull – on the Web         | A–       |

First Rays of the New Rising Sun è un tentativo di ricostruire quello che avrebbe dovuto essere il quarto album in studio di Jimi Hendrix, al quale il chitarrista stava lavorando al momento della sua morte. Nel settembre del 1970 l'album era infatti quasi pronto per la pubblicazione e sarebbe stato il successivo a Electric Ladyland, ma in seguito alla morte improvvisa di Jimi il progetto venne accantonato fino alla pubblicazione ufficiale avvenuta poi nel 1997, sotto la diretta supervisione dei familiari di Hendrix.

## Il disco

### Origine e storia
A metà giugno 1970, Hendrix iniziò a buttare giù qualche bozza della scaletta dei brani che avrebbe voluto includere nel nuovo disco. Prese in considerazione anche diversi titoli, compreso First Rays of the New Rising Sun, ma non si decise mai definitivamente a proposito (ad un certo punto aveva preso in considerazione anche il titolo People, Hell and Angels). La casa discografica e il manager volevano un disco singolo, ritenuto più facile da vendere, mentre invece Hendrix voleva pubblicare un album doppio, se non addirittura un triplo, dove avrebbe potuto dare sfogo a tutta la voglia di ampliamento degli orizzonti musicali che cercava.
La lista provvisoria dei brani da includere nel disco stilata da Hendrix comprendeva Room Full of Mirrors, Dolly Dagger, Ezy Ryder, Angel, Cherokee Mist e una ventina di altre canzoni. L'ultimo titolo provvisorio per l'album in uscita di cui esista documentazione è Strate Ahead [sic], trascrizione errata del titolo della canzone Straight Ahead. Il titolo First Rays of the New Rising Sun si riferiva alle ultime due canzoni che avrebbero dovuto concludere il disco: Hey Baby (New Rising Sun) e Izabella, e a qualche dichiarazione fatta in proposito da Hendrix in concerti dell'epoca.

### Prime pubblicazioni dei brani
Tutti i brani, ad eccezione di tre, presenti in First Rays of the New Rising Sun erano stati già pubblicati in precedenza sui primi due album postumi di Hendrix, The Cry of Love e Rainbow Bridge del 1971, entrambi prodotti da Eddie Kramer e Mitch Mitchell. Le tre canzoni mancanti finirono su War Heroes, altro album postumo del 1972.
La pubblicazione delle canzoni nei vari album, venne anche complicata dagli obblighi contrattuali che Hendrix insieme al manager Michael Jeffery aveva preso prima della morte, di fornire un LP della colonna sonora per il film Rainbow Bridge. Anche se nessuna delle canzoni di Rainbow Bridge è contenuta nell'omonimo film, la copertina dell'album venne pubblicata con la scritta "the official soundtrack" (colonna sonora ufficiale), e le tre tracce poi pubblicate su War Heroes furono rimpiazzate in Rainbow Bridge da Look Over Yonder, Hear My Train A Comin', lo strumentale Pali Gap, e una versione in studio di The Star Spangled Banner del 1969.

### Controversie sul controllo della musica di Hendrix
Per molti anni dopo la scomparsa di Jimi Hendrix, il produttore Alan Douglas ebbe il controllo sul catalogo del materiale ancora inedito del musicista. Molte delle scelte messe in atto da Douglas furono oggetto di aspre polemiche da parte di critici e fan, come l'aver rimosso il contributo dei musicisti che accompagnavano Hendrix nelle registrazioni originali, per rimpiazzarli con session men di studio reclutati per l'occasione, sovraincidendo nuove parti strumentali, aggiungendo in qualche caso cori femminili, ed autoaccreditandosi i diritti di autore dei brani che avevano subito le manipolazioni più rilevanti.
Nel 1995, Douglas produsse il disco Voodoo Soup. L'album contiene molte delle tracce incluse in First Rays of the New Rising Sun ma omette altri brani importanti, sostituendoli con altri che non hanno niente in comune con il progetto originale di Hendrix per l'album.  In aggiunta, i brani furono pesantemente rimaneggiati. Per esempio, alcune parti di batteria furono rimosse e rimpiazzate con quelle suonate da Bruce Gary (meglio conosciuto come il batterista del gruppo power pop dei The Knack), che mai aveva suonato con Hendrix.
Dopo una lunga battaglia legale iniziata dal padre di Jimi, Al Hendrix, e dalla di lui figlia adottiva Janie, nel 1995 la famiglia riuscì ad entrare in possesso dei diritti di pubblicazione del materiale e, costituita la società Experience Hendrix LLC, chiamò Eddie Kramer, il tecnico di studio originale di Hendrix, al fine di mettere insieme un disco il più vicino possibile alle intenzioni originarie di Jimi Hendrix per il suo quarto album mai uscito.

## Tracce
- Tutte le canzoni sono state scritte da Jimi Hendrix.

1. Freedom – 3:26
2. Izabella – 2:50
3. Night Bird Flying – 3:50
4. Angel – 4:21
5. Room Full of Mirrors – 3:21
6. Dolly Dagger – 4:44
7. Ezy Ryder – 4:07
8. Drifting – 3:48
9. Beginnings – 4:12
10. Stepping Stone – 4:12
11. My Friend – 4:36
12. Straight Ahead – 4:42
13. Hey Baby (New Rising Sun) – 6:04
14. Earth Blues – 4:21
15. Astro Man – 3:34
16. In From the Storm – 3:41
17. Belly Button Window – 3:36

## Formazione
- Jimi Hendrix –  chitarra, voce solista, cori, basso, pianoforte, produzione, missaggio;
- Billy Cox – basso, cori;
- Mitch Mitchell – batteria, produzione, missaggio;

Altri musicisti che hanno partecipato
- Buddy Miles – batteria (sulle tracce 5, 7 e 14), cori;
- Juma Sultan – percussioni
- Albert & Arthur Allen (The Ghetto Fighters) – cori;
- Billy Armstrong – percussioni su Ezy Rider;
- Buzzy Linhart – vibrafono su Drifting;
- Emmeretta Marks – cori;
- The Ronettes – cori;
- Steve Winwood (Traffic)–  cori in Ezy Rider;
- Chris Wood (Traffic) – cori in Ezy Rider;
- Kenny Pine (The Fugs) – chitarra 12 corde in My Friend;
- Stephen Stills – pianoforte in My Friend;
- Paul Caruso – armonica in My Friend;
- Jimmy Mayes – batteria in My Friend;

Altri contributi
- Eddie Kramer – produzione, ingegnere del suono, missaggio, fotografia, rimasterizzazione;
- Tony Bongiovi – ingegnere del suono
- Jack Adams – ingegnere del suono
- Bob Cotts – ingegnere del suono
- Bob Hughes – ingegnere del suono
- John Jansen – ingegnere del suono
- John McDermott – note di copertina, supervisore della versione rimasterizzata

## Presunta scaletta dei brani pianificata da Hendrix
I piani originali per l'album cambiarono svariate volte e non furono mai pienamente concretizzati. Hendrix era indeciso se pubblicare un doppio album o addirittura un triplo LP. Durante l'estate del 1970, Jimi parlò persino di pubblicare un disco aggiuntivo di nuovo materiale non facente parte del progetto First Rays..., intitolato People, Hell and Angels.
L'ultimo titolo preso in esame per l'album fu Strate Ahead  (il titolo compare in alto sul foglio scritto da Hendrix ritrovato tra i suoi documenti, e deriva dal titolo della canzone Straight Ahead). Il titolo First Rays of the New Rising Sun venne invece annunciato da Hendrix in diverse interviste di fine 1969, e si riferisce principalmente alle ultime due tracce pianificate per l'inclusione sull'album, Hey Baby (New Rising Sun) e Izabella.
Durante le sedute di registrazione, Hendrix scrisse un primo abbozzo della scaletta dei brani da includere sul disco. La seguente lista, scritta sulla custodia di un nastro 3M, non ha alcun titolo e non è stata scritta da Hendrix stesso, ma presumibilmente scritta dietro sue indicazioni:
Lato A
1. Dolly Dagger
2. Night Bird Flying
3. Room Full Of Mirrors
4. Belly Button Window
5. Freedom

Lato B
1. Ezy Rider
2. Astro Man
3. Drifting
4. Straight Ahead
5. Freedom

Lato C
1. Night Bird Flying
2. (Drifter's Escape)
3. (Come Down On Me)
4. Beginnings [scored out]
5. Cherokee Mist [scored out]
6. (Angel)

Lato D
- Sezione lasciata in bianco.

Nella scaletta, Freedom compare sia sul lato A che sul B, e Night Bird Flying è sia sulla A che sulla C. Inoltre, nella lista scritta a mano, due canzoni sulla side C hanno delle misteriose annotazioni. Circa questa scaletta è stata fatta notare la stranezza dell'assenza di parecchie tracce alle quali Hendrix stava lavorando durante l'estate del 1970, incluse Izabella, Lover Man, Stepping Stone, Hey Baby (New Rising Sun), Earth Blues, In From The Storm, Bleeding Heart, Burning Desire, Can I Whisper In Your Ear, Hear My Train A' Comin', Midnight Lightning e Send My Love To Linda.

### Seconda presunta scaletta dei brani
L'ultima lista compilata per l'album, si intitola Strate Ahead [sic], ed è scritta da Hendrix di suo pugno. Il significato delle varie annotazioni come crocette, spunte, ecc... è ignoto:
->Strate Ahead-> x [sic]
1. Ezy Ryder x
2. Room full of Mirrors x-
3. Earth Blues - Today √
4. Valleys of Neptune -
5. Have you heard* - √ *alias Straight Ahead
6. Cherokee Mist - instr.
7. Freedom x √
8. Steppin Stone √
9. IZABella √
10. Astroman x -
  - Page 2/3
11. Drifters Escape
12. Angel
13. Burning Desire
14. Nightbird Flying
15. Electric Lady - Slow
16. Getting My Heart Back Together Again
17. Lover Man
18. Midnight Lightning
19. Can I Whisper In Your Ear - slow
20. Sending My Love - slow to medium
21. This Little Boy
22. Locomotion
23. Dolly Dagger
24. The New Rising Sun (Hey Baby)

Questa scaletta include svariate nuove canzoni in fase di lavorazione (più o meno avanzata). Alcune di esse furono incluse in varie pubblicazioni postume, in versioni embrionali; altre sono più difficili da identificare. Non si è certi se Sending My Love sia la stessa canzone intitolata Sending My Love to Linda. Il brano Burning Desire esiste solo in versione live e non si conosce nulla di Locomotion eccezion fatta per uno stralcio di testo scritto su un foglietto di carta. L'identità della traccia Electric Lady-slow è impossibile da accertarsi. This Little Boy apparentemente non sembra aver lasciato traccia alcuna. La maggior parte delle altre canzoni erano già quasi finite quando Hendrix morì.

## Classifica
Album
| Anno | Classifica               | Posizione |
| ---- | ------------------------ | --------- |
| 1997 | Billboard Top 200 Albums | 49        |

Singolo
| Anno | Singolo      | Classifica        | Posizione |
| ---- | ------------ | ----------------- | --------- |
| 1997 | Dolly Dagger | Billboard Hot 100 | -         |